# XXXI Українська антарктична експедиція
XXXI Українська антарктична експедиція (УАЕ) — 31-та наукова експедиція на українську антарктичну станцію «Академік Вернадський» у період з 2026 по 2027 рік.

## Експедиція

### Підготовка експедиції
Формування експедиції стартувало 15 липня 2025 року з оприлюднення оголошення про конкурс з відбору кандидатів до складу XXXI УАЕ на антарктичну станцію «Академік Вернадський». Згідно повідомлення Національного антарктичного наукового центру (НАНЦ), до складу експедиції  традиційно потрібні дослідники (біологи, геофізики, метеорологи), лікар, кухар, сисадмін, системний механік та дизеліст-електрик.
В повідомленні НАНЦ зазначається, що на учасників експедиції чекають суворі випробування Антарктикою, наполеглива праця із забезпечення діяльності станції та фахове виконання покладених обов’язків.